# Anopheles lewisi
Anopheles lewisi är en tvåvingeart som beskrevs av Frank Ludlow 1920. Anopheles lewisi ingår i släktet Anopheles och familjen stickmyggor. Inga underarter finns listade i Catalogue of Life.